# Miguel Mora Porras
Miguel Mora Porras (San José, 29 de septiembre de 1816 - 15 de junio de 1887) fue un político costarricense, ejerció interinamente la Presidencia de la República por 10 días, entre el 16 y el 26 de noviembre de 1849, en calidad de "Representante Encargado del Supremo Poder Ejecutivo de la República".

## Biografía

### Datos personales
Nació en San José, el 29 de septiembre de 1816. Fue hijo de Camilo Mora Alvarado y Ana Benita Porras Ulloa y hermano del también Presidente Juan Rafael Mora Porras y del General José Joaquín Mora Porras. Contrajo nupcias en San José en abril de 1840 con Felipa Montes de Oca y Gamero, de cuyo matrimonio nacieron doce hijos: Octavia, Esteban, María Agapita, José Abraham, Edelmira, Salomón, Micaela, Abraham, Miguel, Lucila, Ignacio y Juan Rafael Mora Montes de Oca.

## Vida política

### Primeros cargos públicos
Representó al Guanacaste en la Asamblea Constituyente de 1846-1847 y en 1848 fue elegido Diputado por San José. Del 15 al 16 de noviembre de 1849 ejerció interinamente el Poder Ejecutivo por haberse separado temporalmente de su desempeño el presidente José María Castro Madriz.

### Presidencia provisoria
El 16 de noviembre de 1849 el Congreso aceptó la renuncia del Presidente José María Castro Madriz. El cargo de Vicepresidente de la República estaba vacante, porque aunque ya se habían verificado elecciones para ese cargo, aún no se habían declarado los resultados. El vicepresidente del Congreso, Nazario Toledo, no podía asumir el cargo porque no era costarricense por nacimiento. En esas circunstancias, la presidencia de la República recayó en Miguel Mora Porras, que la ejercía interinamente desde la víspera.
Durante su gobierno llegó a San José el famoso cónsul general de la Gran Bretaña en Centroamérica Frederick Chatfield. Chatfield fue recibido oficialmente por Miguel Mora Porras el 24 de noviembre.
El 26 de noviembre de 1849, Miguel Mora Porras entregó el poder al Vicepresidente electo, que era su hermano mayor, Juan Rafael Mora Porras.

### Cargos posteriores
Después de su fugaz paso por la Presidencia, Miguel Mora Porras volvió a su cargo de Diputado. Del 22 de marzo al 6 de abril de 1850 le correspondió hacerse cargo nuevamente del ejercicio del Poder Ejecutivo, por ausencia temporal del Presidente Juan Rafael Mora Porras.
En 1855 fue reelegido como diputado por San José, pero no concluyó su período ya que en 1859 su hermano fue derrocado y se rompió el orden constitucional.

## Exilio voluntario y fallecimiento
En 1859, después del derrocamiento de su hermano, Miguel Mora Porras se estableció con su familia en El Salvador, donde residió durante varios años. A su regreso a Costa Rica se mantuvo apartado de las actividades políticas.

## Fallecimiento
Falleció en San José, el 15 de junio de 1887 a los 70 años de edad.
| Predecesor: José Castro Madriz 1847-1849 | Presidente de Costa Rica 16-26 de noviembre de 1849 (Interino) | Sucesor: Juan Rafael Mora 1849-1859 |